# Мактааральський район
Мактаара́льський район (каз. Мақтаарал ауданы, рос. Мактааральский район) — адміністративна одиниця у складі Туркестанської області Казахстану. Адміністративний центр — селище Мирзакент.

## Населення
Населення — 126210 осіб (2021; 116918 у 2009, 96340 у 1999, 87104 у 1989).

## Історія
Пахта-Аральський район був утворений 1928 року. У березні 1963 року разом із сусідніми Кіровським та Ільїчівським районами переданий до складу Сирдар'їнської області Узбецької РСР. 1971 року більша їхня частина була повернута до складу Чимкентської області Казахської РСР. 4 травня 1993 року Пахтааральський район був перейменований в сучасну назву. 24 квітня 1997 року до складу району були приєднані ліквідовані Жетисайський та Кіровський райони. 2018 року зі складу району був виділений Жетисайський район, хоча в проекті від 19 лютого 2018 року було виділення двох районів — Жетисайського та Асикатинського.
2023 року до складу Жанааульського сільського округу Жетисайського району включено 0,96 км² Достицького сільського округу Мактааральського району, назад до складу Достицького сільського округу Мактааральського району передано 1,88 км² Жанааульського сільського округу Жетисайського району.

## Склад
До складу району входять 9 сільських округів та 2 селищні адміністрації:
| Поселення                           | Площа, км² | Населення, осіб (1989) | Населення, осіб (1999) | Населення, осіб (2009) | Населення, осіб (2021) | Центр                 | Населені пункти |
| ----------------------------------- | ---------- | ---------------------- | ---------------------- | ---------------------- | ---------------------- | --------------------- | --------------- |
| Ільїчівська селищна адміністрація   | 0,60       | 15279                  | 13620                  | 16402                  | 19240                  | Атакент               | 1               |
| Мирзакентська селищна адміністрація | 7,23       | 10333                  | 10146                  | 13274                  | 16550                  | Мирзакент             | 1               |
| Аязхана Калибекова сільський округ  | 42,09      | 5006                   | 5914                   | 7600                   | 7923                   | Жанажол               | 7               |
| Бірліцький сільський округ          | 51,90      | 6583                   | 8070                   | 9576                   | 8868                   | Кудайберген Пернебаєв | 6               |
| Достицький сільський округ          | 112,83     | 9406                   | 11265                  | 13325                  | 14903                  | Бескетік              | 6               |
| Єнбекшинський сільський округ       | 59,56      | 5283                   | 5172                   | 5866                   | 5647                   | Жантаксай             | 5               |
| Жамбильський сільський округ        | 60,00      | 6682                   | 8014                   | 9695                   | 10210                  | Жамбил                | 4               |
| Жанажольський сільський округ       | 100,14     | 6658                   | 7422                   | 9597                   | 9184                   | Арайли                | 7               |
| Жолдабая Нурлибаєва сільський округ | 63,78      | 4548                   | 5341                   | 6345                   | 6645                   | Интали                | 6               |
| Іржарський сільський округ          | 82,89      | 7588                   | 8182                   | 10165                  | 10527                  | Шапагат               | 9               |
| Мактааральський сільський округ     | 113,90     | 9738                   | 13194                  | 15073                  | 16513                  | Маденієт              | 16              |

## Найбільші населені пункти
Населені пункти з чисельністю населення понад 2000 осіб:
| №  | Населений пункт         | Населення, осіб (1989) | Населення, осіб (1999) | Населення, осіб (2009) | Населення, осіб (2021) |
| -- | ----------------------- | ---------------------- | ---------------------- | ---------------------- | ---------------------- |
| 1  | Атакент                 | 15279                  | 13620                  | 16402                  | 19240                  |
| 2  | Мирзакент               | 10333                  | 10146                  | 13274                  | 16550                  |
| 3  | Абай                    | 237                    | 223                    | 4159                   | 4279                   |
| 4  | Бескетік                | 2765                   | 3060                   | 3566                   | 3887                   |
| 5  | Достик                  | 1997                   | 2298                   | 2594                   | 3163                   |
| 6  | Жамбил                  | 2580                   | 2619                   | 2845                   | 3028                   |
| 7  | Гулістан                | 1648                   | 1987                   | 2514                   | 3020                   |
| 8  | Фірдоусі                | 1126                   | 1499                   | 2059                   | 2782                   |
| 9  | Нурмухамеда Єсентаєва   | 1461                   | 1720                   | 1687                   | 2688                   |
| 10 | Жолбариса Калшораєва    | 1738                   | 2313                   | 2615                   | 2466                   |
| 11 | Танірбергена Жайлибаєва | 2993                   | 2322                   | 2691                   | 2464                   |
| 12 | Ігілік                  | 1703                   | 2106                   | 2301                   | 2439                   |
| 13 | Дікан                   | 2379                   | 2187                   | 2607                   | 2359                   |
| 14 | Оркенієт                | 116                    | 352                    | 1357                   | 2351                   |
| 15 | Хайдар                  | 1154                   | 1330                   | 1740                   | 2097                   |
| 16 | Интали                  | 950                    | 1699                   | 1944                   | 2050                   |
| 17 | Акжол                   | 1677                   | 1762                   | 2004                   | 2002                   |